# イブン・ジャマーア
バドル・アッディーン・イブン・ジャマーア（Badr al-Dīn Ibn Jamäa, 1241年 - 1333年）は、シリアのシャーフィイー派イスラム法学者。マムルーク朝に仕えてダマスカスとカイロで首席法官（カーディー）を務めた。
モンゴル帝国のイスラム世界侵攻に対抗するために「権威は無政府状態より勝る」と主張して、イスラム法に基礎を置き、宗教指導者が軍事指導者を兼ねる強権的な政権を樹立して危機に対応すべきであると唱えた。著作に『イスラーム教徒の国家運営論』（Taḥrīr al-aḥkām fī tadbīrahl al-Islām）がある。